# Hrywda
Hrywda (biał. Грыўда, Hryuda; ros. Гривда, Griwda) – rzeka na Białorusi, lewostronny dopływ Szczary.
Długość rzeki wynosi 85 km, powierzchnia dorzecza – 1330 km². Źródło przy wsi Woronicze. Uchodzi do Szczary. Częściowo skanalizowana. 

## Większe dopływy
- Lewe: Buła, Bulanka, Rudnianka
- Prawe: Busiaż